# Ковыльное (Симферопольский район)
Ковы́льное (до 1948 года Исканде́р; укр. Ковильне, крымскотат. Eskender, Эскендер) — исчезнувшее село в Симферопольском районе Крыма, располагавшееся в центре района, примерно в 3,5 км к западу от современного села Весёлое.

## История
Согласно Камеральному Описанию Крыма 1784 года в последний период Крымского ханства деревня относилась к Акъмечетскаго каймаканства Акмечетскому кадылыку, где записаны две деревни, а скорее маале (кварталы) Эскендер Юкары Кесет и Эскендер Ашагы. После присоединения Крыма к России (8) 19 апреля 1783 года, (8) 19 февраля 1784 года, именным указом Екатерины II сенату, на территории бывшего Крымского Ханства была образована Таврическая область и деревня была приписана к Симферопольскому уезду. После Павловских реформ, с 1796 по 1802 год, входила в Акмечетский уезд Новороссийской губернии. По новому административному делению, после создания 8 (20) октября 1802 года Таврической губернии, Искендер был включён в состав Эскиординской волости Симферопольского уезда.
Согласно Ведомости о всех селениях в Симферопольском уезде состоящих с показанием в которой волости сколько числом дворов и душ… от 9 октября 1805 года, в Эскендере в 15 дворах проживало 96 крымских татар и 25 цыган, а, судя по российским военным топографическим картам, в 1817 году в деревне Эскейдор числился 21 двор. После реформы волостного деления 1829 года Эскендер, согласно «Ведомости о казённых волостях Таврической губернии 1829 года», передали из Эскиординской волости в состав Сарабузской. На карте 1836 года в деревне 18 дворов. Затем, видимо, вследствие эмиграции крымских татар в Турцию, деревня опустела и на карте 1842 года Эскендер обозначен условным знаком «менее 5 дворов».
В 1860-х годах, после земской реформы Александра II, деревня осталась в составе преобразованной Сарабузской волости. В «Списке населённых мест Таврической губернии по сведениям 1864 года» по результатам VIII ревизии 1864 года Эскендер — владельческая и общинная русско-татарская деревня с 14 дворами, 76 жителями и 1 мечетью при колодцах. На трёхверстовой карте 1865—1876 года в деревне обозначены всего 6 дворов. В «Памятной книге Таврической губернии 1889 года» по результатам Х ревизии 1887 года в деревне Эскендер числится 19 дворов и 118 жителей.
После земской реформы 1890 года поселение переподчинли Булганакской волости. По «…Памятной книжке Таврической губернии на 1892 год» в деревне Эскендер, входившей Эскендерское сельское общество, числилось 63 жителя в 13 домохозяйствах. На подробной карте 1892 года обозначена деревня Искандер (это первое применение такого варианта названия) всего в 7 дворов со смешанным населением. По «…Памятной книжке Таврической губернии на 1902 год» в волости числилась экономия Эскендер, без указания числа жителей и домохозяйств, а также принадлежности к сельским обществам. По Статистическому справочнику Таврической губернии. Ч.II-я. Статистический очерк, выпуск шестой Симферопольский уезд, 1915 год, в имении Эскендер (Курумджи Д. В.) Булганакской волости Симферопольского уезда числился 1 двор без жителей.
После установления в Крыму Советской власти, по постановлению Крымревкома от 8 января 1921 года была упразднена волостная система и село включили в состав вновь созданного Подгородне-Петровского района Симферопольского уезда, а в 1922 году уезды получили название округов. 11 октября 1923 года, согласно постановлению ВЦИК, в административное деление Крымской АССР были внесены изменения, в результате которых был ликвидирован Подгородне-Петровский район и образован Симферопольский и село включили в его состав. Согласно Списку населённых пунктов Крымской АССР по Всесоюзной переписи 17 декабря 1926 года, в селе Эскендеры, в составе упразднённого к 1940 году Булганакского сельсовета Симферопольского района, числилось 20 дворов, все крестьянские, население составляло 107 человек (56 мужчин и 51 женщина). В национальном отношении учтено: 42 русских, 59 украинцев, 1 татарин, 1 армянин, 4 записаны в графе «прочие», действовала русская школа. По данным всесоюзной переписи населения 1939 года в селе проживало 34 человека.
В 1944 году, после освобождения Крыма от фашистов, 12 августа 1944 года было принято постановление № ГОКО-6372с «О переселении колхозников в районы Крыма», по которому в район из различных областей РСФСР переселялись семьи колхозников. С 25 июня 1946 года Атман в составе Крымской области РСФСР. Указом Президиума Верховного Совета РСФСР от 18 мая 1948 года Искандер переименован в деревню Ковыльная, позже повышенную в статусе до села. 26 апреля 1954 года Крымская область была передана из состава РСФСР в состав УССР. Время включения в состав Мирновского сельсовета пока не установлено: на 15 июня 1960 года село уже числилось в его составе.
Указом Президиума Верховного Совета УССР «Об укрупнении сельских районов Крымской области», от 30 декабря 1962 года Ковыльное присоединили к Бахчисарайскому району, а 1 января 1965 года, указом Президиума ВС УССР «О внесении изменений в административное районирование УССР — по Крымской области», вновь в состав Симферопольского. Решением Крымского областного Совета депутатов трудящихся от 6 августа 1965 года № 675 из Мирновского сельсовета выделен Укромновский, куда включили Ковыльное и до 1977 года село входило в его состав. Затем, в период с 1.01. по 1.06. 1977 года, было отнесено в Перовский. Упразднено решением Крымского облисполкома от 16 сентября 1986 года.

## Динамика численности населения
| - 1805 год — 121 чел. - 1864 год — 76 чел. - 1889 год — 118 чел. - 1892 год — 63 чел. | - 1902 год — 0 чел. - 1926 год — 107 чел. - 1939 год — 34 чел. |